# Prix Henry-Rey
Le prix Henry-Rey est un prix décerné par la Société astronomique de France (SAF). Ce prix vise à récompenser à la fois des membres de la SAF, astronomes professionnels ou amateurs pour leurs travaux remarquables au service de l'astronomie.

## Historique
Henry Rey, de la Société scientifique Flammarion de Marseille, « lègue [en 1922] à  la Société astronomique de France, nette de tous droits, la somme nécessaire pour créer un titre de rente de 60 francs en vue de la fondation d’un prix annuel portant son nom, et analogue aux prix que la Société distribue chaque année. »,.
Le prix est décerné à partir de 1926.

## Lauréats
- 1926 : Antoine Brun, pour l'ensemble de ses travaux et pour ses observation d'étoiles variables[4]
- 1927 : Fr. Schüller et Josef Klepešta (cs)[5],[6],[7]
- 1928 : Henri Mémery, fondateur de la Société astronomique de Bordeaux et de l'Observatoire de Talence[8],[9],[10]
- 1929 : Fridtjof Le Coultre[11]
- 1930 : Lucien Rudaux, fondateur de l'observatoire de Donville
- 1931 : René Schlumberger, astronome amateur à Mulhouse[12]
- 1932 : Reysa Bernson, secrétaire générale de la Société astronomique du Nord[13]
- 1933 : John Ellsworth, spécialisé dans l'étude des étoiles variables et dans les observations photométriques[14],[15]
- 1934 : Gabriel Delmotte, pour ses travaux en sélénographie[16]
- 1935 : Charles Bertaud, astronome à l'observatoire de Meudon[17]
- 1936 : Paul Muller, assistant à l'observatoire de Strasbourg[18],[19]
- 1937 : Joseph Leclerc[20]
- 1938 : Julien Saget, fondateur de la Commission de photographie astronomique de la SAF[21]. Le prix Julien-Saget lui rend hommage
- 1939 : Roger Cheveau
- 1945 : Paul Baize pour ses observations d'étoiles doubles[22],[23]
- 1946 : Fernand et Roger Weber[24]
- 1947 : Audouin Dollfus
- 1948 : E. Douillet[25]
- 1949 : Lucien Rebuffat
- 1950 : Gaston et Raymond Porret pour leurs observations de la couronne solaire grâce au coronographe de leur fabrication[26]
- 1951 : A. Dufour, cinéaste, auteur de plusieurs films astronomiques[27]
- 1952 : Gérard Florsch, secrétaire du groupe de Lorraine[28],[29],[30],[31]
- 1953 : Georges Gauthier[32]
- 1954 : René Mougenot, secrétaire du groupe Lorraine[33]
- 1955 : Henri Kern[34]
- 1956 : André Duplay, suivi des permanences de l'observatoire de la SAF[35]
- 1957 : Charles Boyer, magistrat à Brazzaville, observateur et constructeur d'un télescope de 25 cm[1],[36]
- 1958 : Dominique Ballereau, de Dakar, observateur du ciel austral, participant à la revue des constellations[37]
- 1959 : Bruce Tregaskis, participant à la revue des constellations[38],[39]
- 1960 : Wladimir Groubé, de Fès, spécialiste des observations solaires[40]
- 1961 : Jean Texereau, du laboratoire d'optique de l'Observatoire de Paris, animateur de la Commission des instruments[41]
- 1962 : Bernard Clouet, de l'Observatoire de la SAF[42],[43]
- 1963 : Robert Lartigau, constructeur d'un télescope de Schmidt[44],[45]
- 1964 : J.-P. Hamilton, de Melbourne, éditeur du Journal of the Astronomical Society of Victoria, participant à la revue des constellations[39]
- 1965 : Jean Dragesco, pour sa participation à la Commission des surfaces planétaires[46]
- 1966 : Émile Pillet, animateur du groupe du Dauphiné[47]
- 1967 : Jean-Paul Zahn, maître-assistant à la Faculté des sciences de Paris[48]
- 1968 : Jean et Alain Lecacheux
- 1969 : Paul Levert, abbé à Cambernon, pour l'ensemble de ses travaux[49],[50]
- 1970 : Robert Futaully, pour ses travaux sur les satellites artificiels[51],[52]
- 1971 : Sadao Murayama, chef de la section météorites du Muséum d'histoire naturelle de Tokyo[53]
- 1972 : Renaud de Terwangne, président de la Société anversoise d'astronomie, observateur de Jupiter et Saturne[54],[55]
- 1973 : Alphonse Oberstatter, abbé à Sturzelbronn, directeur d'un observatoire, observateur d'étoiles variables[56],[57]
- 1974 : Matei Alecsescu (ou Alexescu), directeur de l'Observatoire de Bucarest[58]
- 1975 : L. Tomas
- 1976 : Albert Ducrocq
- 1977 : Agop Terzan
- 1978 : Louis Janin et Alphonse Florsch de l'Observatoire astronomique de Strasbourg (frère de Gérard Florsch)
- 1979 : Marceau Ginesy et Robert Rochette
- 1980 : M. Berthe
- 1981 : Louis Lorillou
- 1982 : P. Breteau
- 1983 : Jean-Marie Roques
- 1984 : Jean-Paul Rosenstiehl
- 1985 : Jean-Claude Thorel
- 1986 : Frédéric Honnart
- 1987 : Olivier Chesneaux
- 1988 : Daniel Michaut
- 1989 : Renée Caillat et Héléna Hedreul
- 1990 : Stéphane Deligeorge
- 1991 : M. Lérissel
- 1992 : Lucien Tartois
- 1993 : Jean-Michel Lazou
- 1994 : Serge Brunier
- 1995 : Éric Piednoël
- 1996 : Association narbonnaise d'astronomie populaire
- 1998 : Lydie Husson
- 1999 : Mourad Cherfi
- 2000 : Jean-Michel Faidit
- 2001 : Christian Buil
- 2002 : Pierre-François Mouriaux
- 2003 : Emmanuel Dransart
- 2004 : Henry Bovy
- 2005 : Gilles Dawidowicz
- 2006 : Gérard Baillet
- 2007 : Florent Losse
- 2008 : Marc Rieugnié
- 2009 : Anny-Chantal Levasseur-Regourd
- 2010 : Denis Joye
- 2011 : Roland Clec'h
- 2012 : David Vernet
- 2013 : Paul Deciron
- 2014 : Alain Ferreira
- 2015 : Jean-Paul Cornec
- 2016 : Jean-Claude Gavet
- 2017 : Éric Mercier
- 2018 : Maria Curlin
- 2019 : Michel Lambalieu
- 2020 : Stéphane Sebile
- 2021 : Jean-Luc Dauvergne
- 2022 : Christian Buil
- 2023 : Alain Maury, Georges Attard et Daniel Parrot